# Dinh Tổng thống Hàn Quốc
Dinh Tổng thống Hàn Quốc (tiếng Hàn: 대한민국 대통령실/ 大韓民國 大統領室/ Taehanmin'gung taet'ongnyŏng chimmushil, Đại Hàn Dân quốc Đại thống lĩnh thất) là nơi ở và nơi làm việc chính thức của Tổng thống Hàn Quốc. Dinh thực này hiện tại nằm ở địa chỉ số 22 Itaewon-ro, Quận Yongsan, Seoul. Tòa dinh thự được khai trương vào tháng 11 năm 2003, tổng diện tích là 276.000 mét vuông, ban đầu được sử dụng  là trụ sở của Bộ Quốc phòng Hàn Quốc.  Sau lễ nhậm chức của tổng thống Yoon Suk-yeol vào tháng 5 năm 2022, chức năng công thự làm nơi ở và làm việc chính thức của Tổng thống Hàn Quốc được chuyển đổi từ Nhà Xanh (hay Cheong Wa Dae) và được thay thế bằng tòa nhà hiện tại. 